# Strasburg (Ohio)
Strasburg é uma vila localizada no estado norte-americano de Ohio, no Condado de Tuscarawas.

## Demografia
Segundo o censo norte-americano de 2000, a sua população era de 2310 habitantes.
Em 2006, foi estimada uma população de 2652, um aumento de 342 (14.8%).

## Geografia
De acordo com o United States Census Bureau tem uma área de
3,1 km², dos quais 3,1 km² cobertos por terra e 0,0 km² cobertos por água. Strasburg localiza-se a aproximadamente 299 m acima do nível do mar.

## Localidades na vizinhança
O diagrama seguinte representa as localidades num raio de 12 km ao redor de Strasburg.